# La Bastide-de-Bousignac
Pour les articles homonymes, voir La Bastide.
La Bastide-de-Bousignac (La Bastida de Bosinhac en occitan languedocien) est une commune française, située dans le département de l'Ariège en région Occitanie.
Localisée dans le nord-est du département, la commune  fait partie, sur le plan historique et culturel, du pays d'Olmes, haut lieu de la tragédie cathare alliant des paysages d'une extrême diversité. Exposée à un climat océanique altéré, elle est drainée par le  Countirou, le ruisseau de coume longue et par divers autres petits cours d'eau. La commune possède un patrimoine naturel remarquable composé de trois zones naturelles d'intérêt écologique, faunistique et floristique.
La Bastide-de-Bousignac est une commune rurale qui compte 336 habitants en 2022, après avoir connu une forte hausse de la population depuis 1975. Elle fait partie de l'aire d'attraction de Pamiers. Ses habitants sont appelés les Bousignacois ou Bousignacoises.
Le patrimoine architectural de la commune comprend un immeuble protégé au titre des monuments historiques : l'église  Saint-André, inscrite en 1964.

## Géographie

### Localisation
La commune de La Bastide-de-Bousignac se trouve dans le département de l'Ariège, en région Occitanie.
Sur le plan historique et culturel, La Bastide-de-Bousignac fait partie du pays d'Olmes, haut lieu de la tragédie cathare alliant des paysages d'une extrême diversité.
Elle se situe à 25 km à vol d'oiseau de Foix, préfecture du département, à 23 km de Pamiers, sous-préfecture, et à 4 km de Mirepoix, bureau centralisateur du canton de Mirepoix dont dépend la commune depuis 2015 pour les élections départementales.
La commune fait en outre partie du bassin de vie de Mirepoix.
Les communes les plus proches sont : 
Saint-Quentin-la-Tour (2,6 km), Troye-d'Ariège (3,0 km), Saint-Julien-de-Gras-Capou (3,0 km), Lagarde (4,0 km), Mirepoix (4,0 km), Roumengoux (4,4 km), Besset (4,8 km), Limbrassac (5,2 km).

### Communes limitrophes
Les communes limitrophes sont Besset, Dun, Lagarde, Mirepoix, Roumengoux, Saint-Julien-de-Gras-Capou, Saint-Quentin-la-Tour et Troye-d'Ariège.
| Besset                     | Mirepoix                | Roumengoux            |
| Dun                        | La Bastide-de-Bousignac | Lagarde               |
| Saint-Julien-de-Gras-Capou | Troye-d'Ariège          | Saint-Quentin-la-Tour |

### Superficie et relief
La superficie cadastrale de la commune publiée par l’Insee, qui sert de références dans toutes les statistiques, est de 12,53 km2,. La superficie géographique, issue de la BD Topo, composante du Référentiel à grande échelle produit par l'IGN, est quant à elle de 12,62 km2.L'altitude du territoire varie entre 310 m et 500 m.

### Géologie
La commune est située dans le Bassin aquitain, le deuxième plus grand bassin sédimentaire de la France après le Bassin parisien, certaines parties étant recouvertes par des formations superficielles. Les terrains affleurants sur le territoire communal sont constitués de roches sédimentaires datant du Cénozoïque, l'ère géologique la plus récente sur l'échelle des temps géologiques, débutant il y a 66 millions d'années. La structure détaillée des couches affleurantes est décrite dans la feuille « n°1058 - Mirepoix » de la carte géologique harmonisée au 1/50 000ème du département de l'Ariège, et sa notice associée.

### Hydrographie

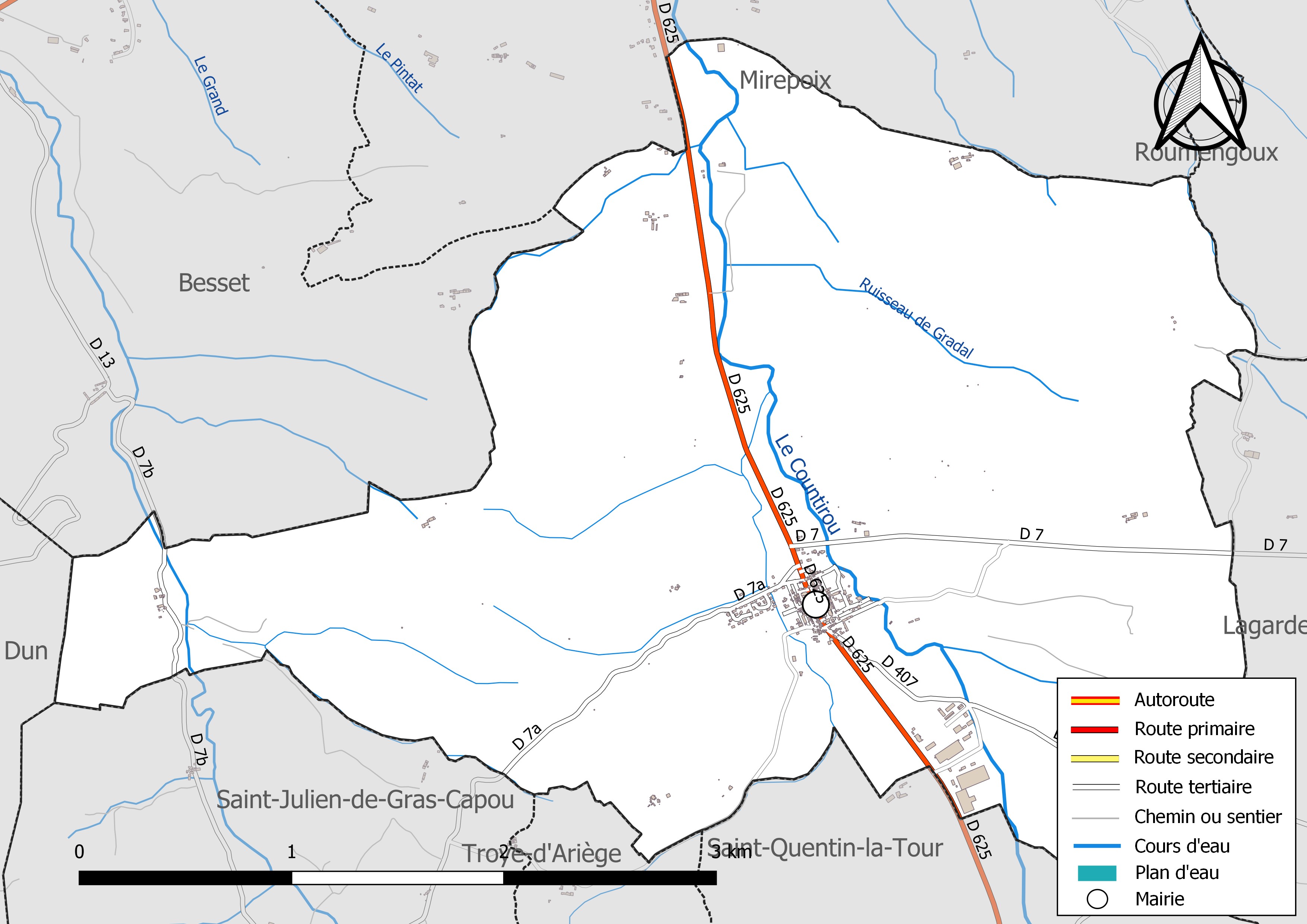
Réseaux hydrographique et routier de La Bastide-de-Bousignac.

La commune est dans le bassin versant de la Garonne, au sein du bassin hydrographique Adour-Garonne. Elle est drainée par le Countirou, le ruisseau de Coume longue, le ruisseau de Gradal et par divers petits cours d'eau, constituant un réseau hydrographique de 12 km de longueur totale,.
Le Countirou, d'une longueur totale de 15,2 km, prend sa source dans la commune de Tabre et s'écoule du sud vers le nord. Il traverse la commune et se jette dans l'Hers-Vif à Mirepoix, après avoir traversé 6 communes.

### Climat
Pour des articles plus généraux, voir Climat de l'Occitanie et Climat de l'Ariège.
En 2010, le climat de la commune est de type climat méditerranéen altéré, selon une étude s'appuyant sur une série de données couvrant la période 1971-2000. En 2020, Météo-France publie une typologie des climats de la France métropolitaine dans laquelle la commune est exposée à un climat de montagne et est dans une zone de transition entre les régions climatiques « Pyrénées orientales » et « Pyrénées centrales ».
Pour la période 1971-2000, la température annuelle moyenne est de 12,7 °C, avec une amplitude thermique annuelle de 15,9 °C. Le cumul annuel moyen de précipitations est de 845 mm, avec 9,8 jours de précipitations en janvier et 5,8 jours en juillet. Pour la période 1991-2020, la température moyenne annuelle observée sur la station météorologique la plus proche, située sur la commune de Léran à 8 km à vol d'oiseau, est de 12,5 °C et le cumul annuel moyen de précipitations est de 810,2 mm,. Pour l'avenir, les paramètres climatiques de la commune estimés pour 2050 selon différents scénarios d'émission de gaz à effet de serre sont consultables sur un site dédié publié par Météo-France en novembre 2022.

### Milieux naturels et biodiversité
L’inventaire des zones naturelles d'intérêt écologique, faunistique et floristique (ZNIEFF) a pour objectif de réaliser une couverture des zones les plus intéressantes sur le plan écologique, essentiellement dans la perspective d’améliorer la connaissance du patrimoine naturel national et de fournir aux différents décideurs un outil d’aide à la prise en compte de l’environnement dans l’aménagement du territoire.
Deux ZNIEFF de type 1 sont recensées sur la commune :
les « coteaux secs, vallons et collines de l'ouest du bas pays d'Olmes » (6 664 ha), couvrant 19 communes du département, et 
le « lac de Montbel et partie orientale du bas pays d'Olmes » (7 200 ha), couvrant 38 communes dont 30 dans l'Ariège et 8 dans l'Aude
et une ZNIEFF de type 2, : 
les « coteaux du Palassou » (26 749 ha), couvrant 48 communes dont 43 dans l'Ariège et 5 dans l'Aude.

Carte des ZNIEFF de type 1 et 2 à La Bastide-de-Bousignac.
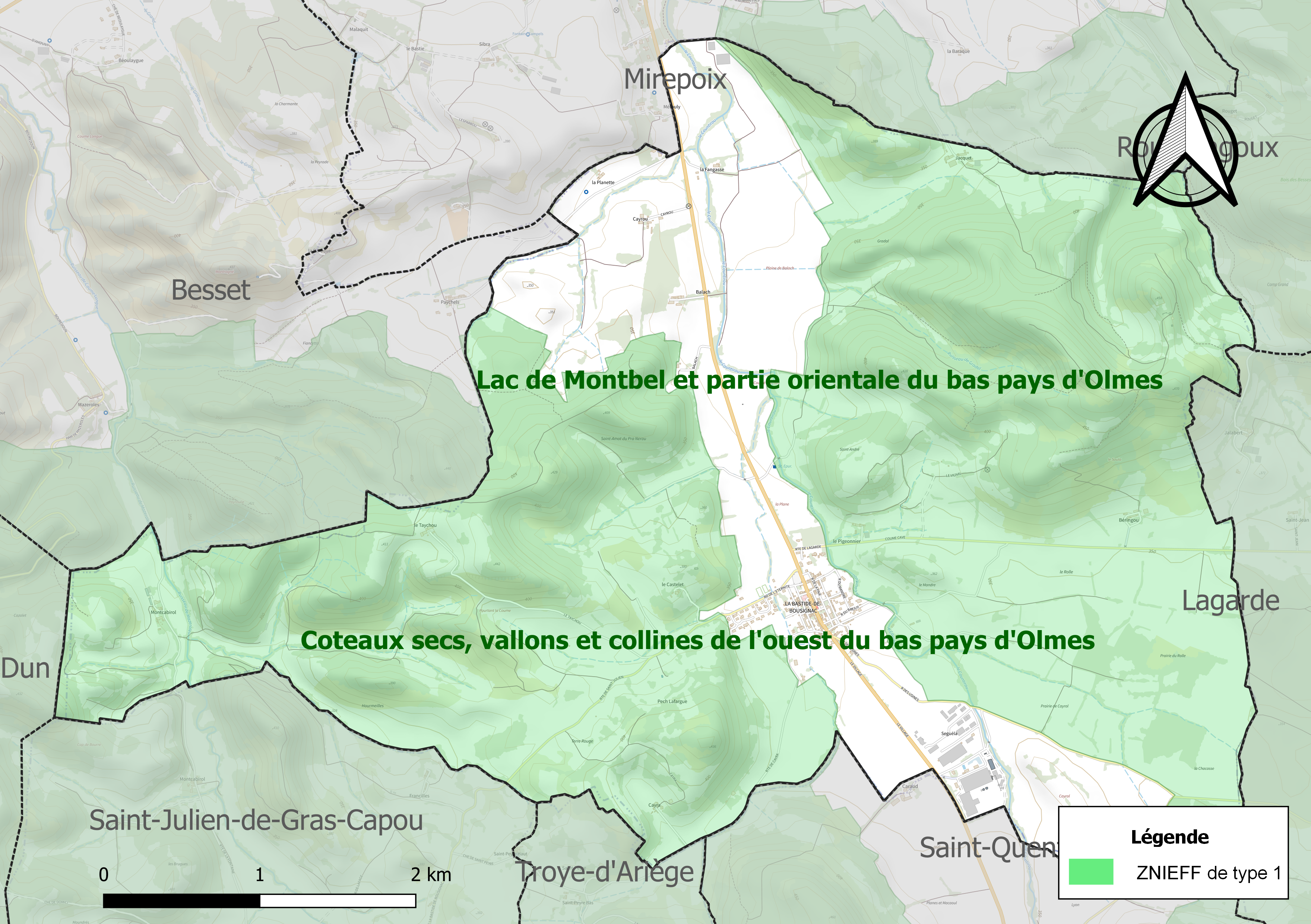
Carte des ZNIEFF de type 1 sur la commune.
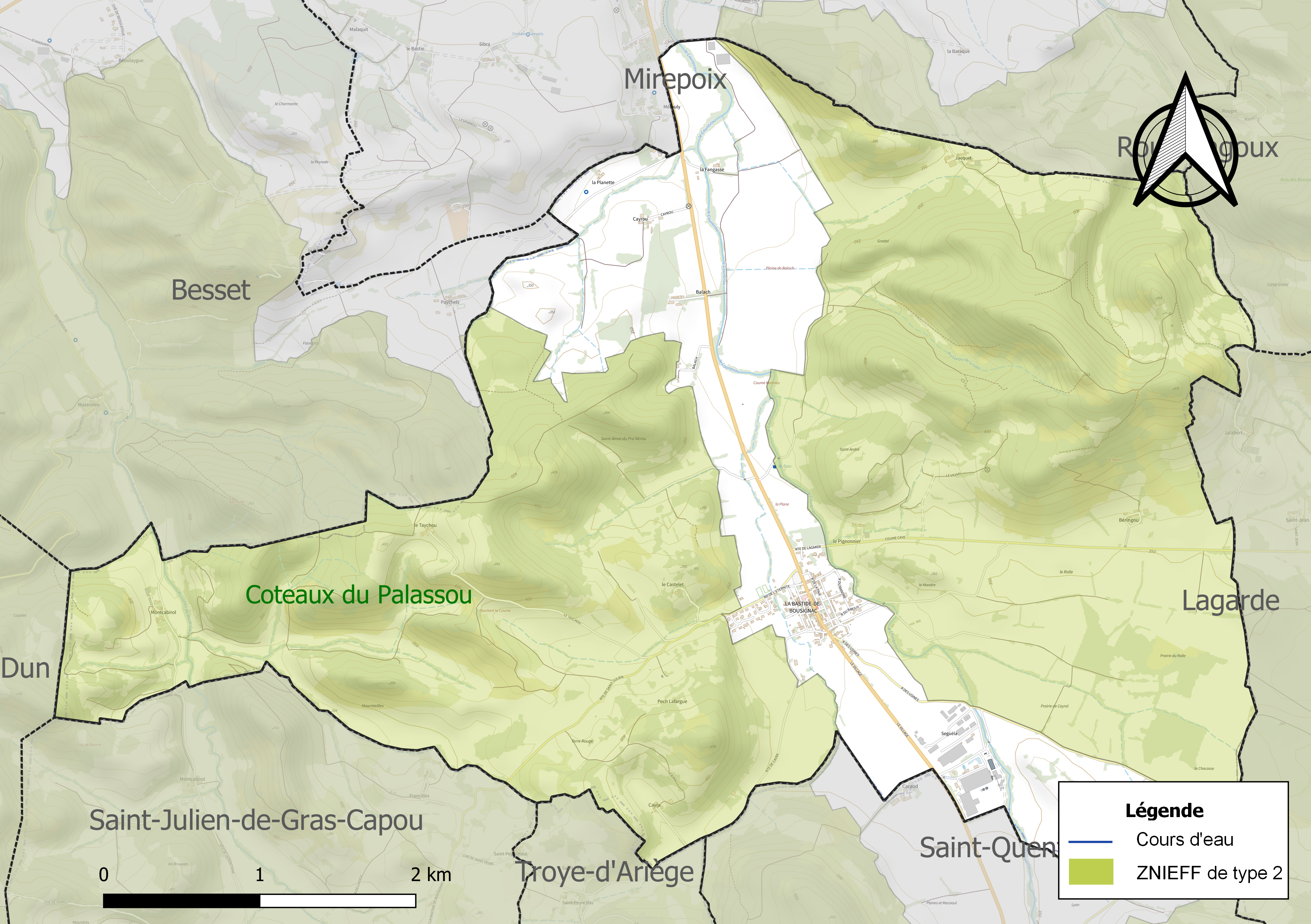
Carte de la ZNIEFF de type 2 sur la commune.

## Urbanisme

### Typologie
Au 1er janvier 2024, La Bastide-de-Bousignac est catégorisée commune rurale à habitat dispersé, selon la nouvelle grille communale de densité à 7 niveaux définie par l'Insee en 2022.
Elle est située hors unité urbaine. Par ailleurs la commune fait partie de l'aire d'attraction de Pamiers, dont elle est une commune de la couronne,. Cette aire, qui regroupe 52 communes, est catégorisée dans les aires de moins de 50 000 habitants,.

### Occupation des sols

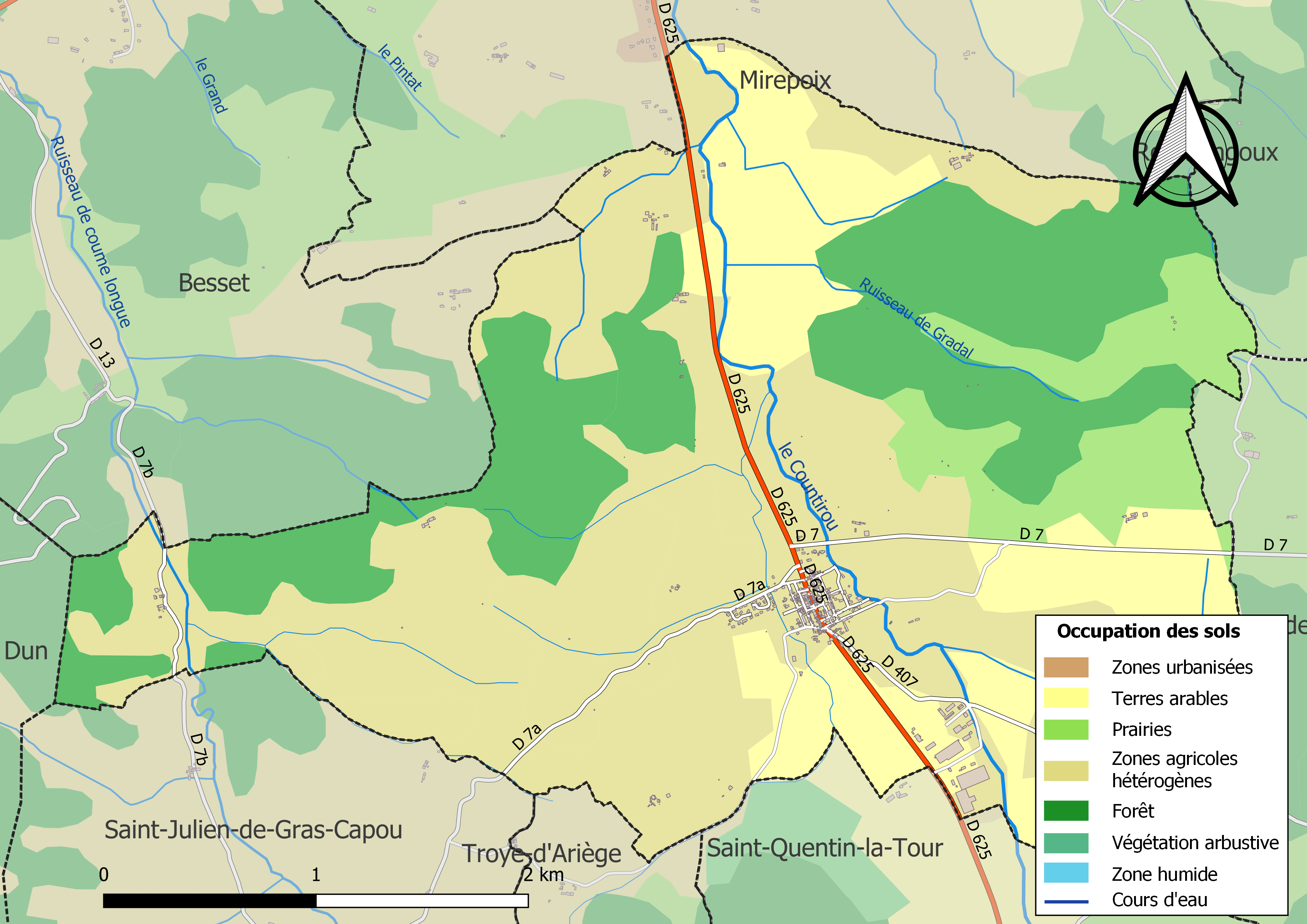
Carte des infrastructures et de l'occupation des sols de la commune en 2018 (CLC).

L'occupation des sols de la commune, telle qu'elle ressort de la base de données européenne d’occupation biophysique des sols Corine Land Cover (CLC), est marquée par l'importance des territoires agricoles (73,9 % en 2018), en diminution par rapport à 1990 (76 %). La répartition détaillée en 2018 est la suivante : 
zones agricoles hétérogènes (48,2 %), forêts (24 %), terres arables (17,2 %), prairies (8,5 %), zones urbanisées (2 %). L'évolution de l’occupation des sols de la commune et de ses infrastructures peut être observée sur les différentes représentations cartographiques du territoire : la carte de Cassini (XVIIIe siècle), la carte d'état-major (1820-1866) et les cartes ou photos aériennes de l'IGN pour la période actuelle (1950 à aujourd'hui).

### Habitat et logement
En 2018, le nombre total de logements dans la commune était de 199, alors qu'il était de 190 en 2013 et de 177 en 2008.
Parmi ces logements, 76,9 % étaient des résidences principales, 17,1 % des résidences secondaires et 6 % des logements vacants. Ces logements étaient pour 93,5 % d'entre eux des maisons individuelles et pour 6 % des appartements.
Le tableau ci-dessous présente la typologie des logements à La Bastide-de-Bousignac en 2018 en comparaison avec celle de l'Ariège et de la France entière. Une caractéristique marquante du parc de logements est ainsi une proportion de résidences secondaires et logements occasionnels (17,1 %) inférieure à celle du département (24,6 %) mais supérieure à celle de la France entière (9,7 %). Concernant le statut d'occupation de ces logements, 73,9 % des habitants de la commune sont propriétaires de leur logement (75,3 % en 2013), contre 66,3 % pour l'Ariège et 57,5 % pour la France entière.
| Typologie                                               | La Bastide-de-Bousignac | Ariège | France entière |
| ------------------------------------------------------- | ----------------------- | ------ | -------------- |
| Résidences principales (en %)                           | 76,9                    | 65,7   | 82,1           |
| Résidences secondaires et logements occasionnels (en %) | 17,1                    | 24,6   | 9,7            |
| Logements vacants (en %)                                | 6                       | 9,7    | 8,2            |

### Risques majeurs
Le territoire de la commune de La Bastide-de-Bousignac est vulnérable à différents aléas naturels : inondations, climatiques (grand froid ou canicule), feux de forêts, mouvements de terrains et séisme (sismicité faible). Il est également exposé à un risque technologique,  le transport de matières dangereuses,.

#### Risques naturels

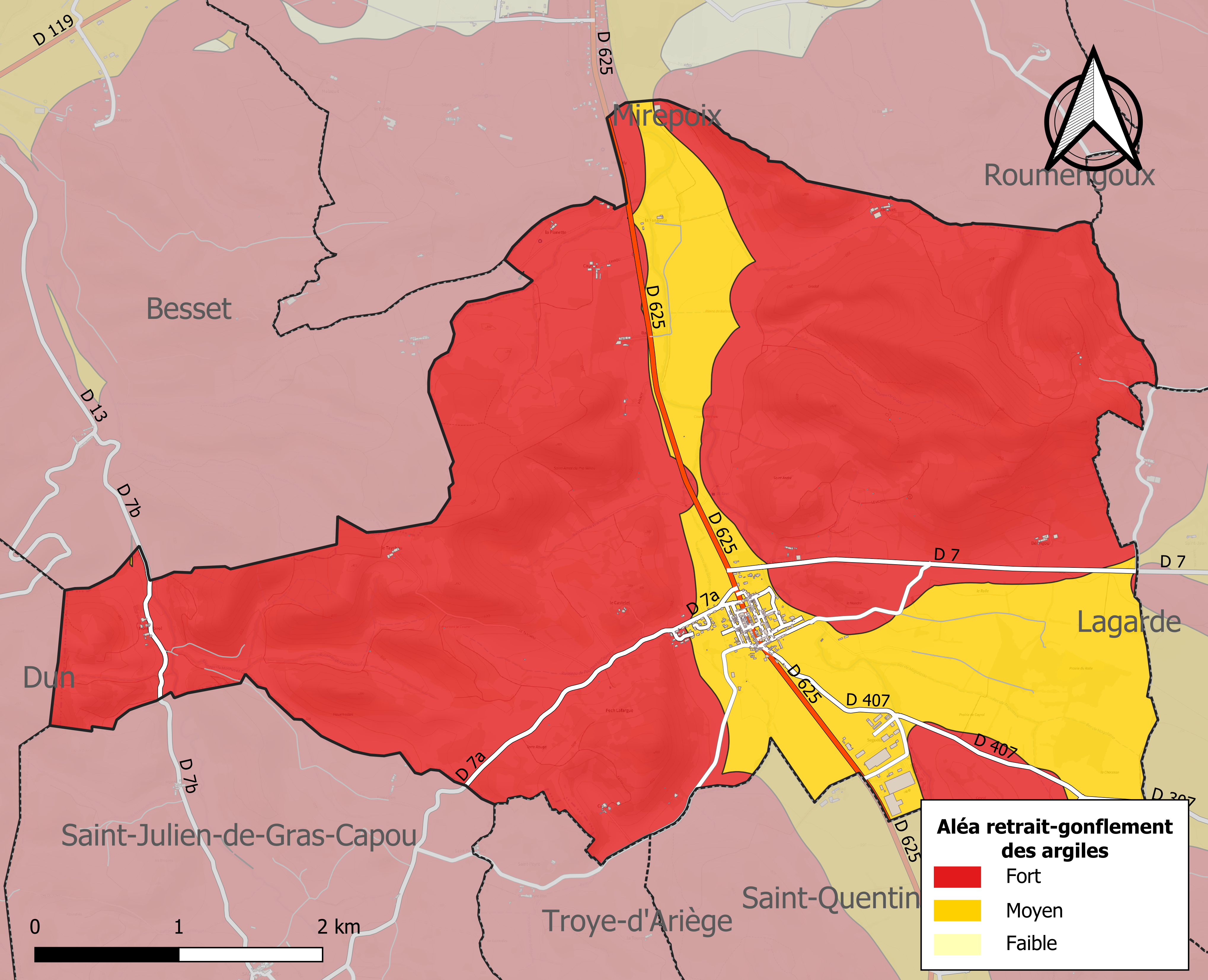
Zonage de l'aléa retrait-gonflement des argiles sur la commune de La Bastide-de-Bousignac.

Certaines parties du territoire communal sont susceptibles d’être affectées par le risque d’inondation par débordement, crue torrentielle d'un cours d'eau, ou ruissellement d'un versant.
Les mouvements de terrains susceptibles de se produire sur la commune sont soit des glissements de terrains soit des mouvements liés au retrait-gonflement des argiles. Près de 50 % de la superficie du département est concernée par l'aléa retrait-gonflement des argiles, dont la commune de La Bastide-de-Bousignac. L'inventaire national des cavités souterraines permet par ailleurs de localiser celles situées sur la commune.

#### Risques technologiques
Le risque de transport de matières dangereuses par une infrastructure routière ou ferroviaire ou par une canalisation de transport de gaz concerne la commune. Un accident se produisant sur une telle infrastructure est en effet susceptible d’avoir des effets graves au bâti ou aux personnes jusqu’à 350 m, selon la nature du matériau transporté. Des dispositions d’urbanisme peuvent être préconisées en conséquence.

## Histoire
Bousignac est mentionné lors d'une donation au monastère de Camon en 1104.
Des carrières de pierre ont été exploitées jusqu’au milieu du XXe siècle. Cette pierre locale a été employée pour le monument aux morts de la commune.

## Politique et administration

### Découpage territorial
La commune de La Bastide-de-Bousignac est membre de la communauté de communes du Pays de Mirepoix, un établissement public de coopération intercommunale (EPCI) à fiscalité propre créé le 31 décembre 2013 dont le siège est à Mirepoix. Ce dernier est par ailleurs membre d'autres groupements intercommunaux.
Sur le plan administratif, elle est rattachée à l'arrondissement de Pamiers, au département de l'Ariège, en tant que circonscription administrative de l'État, et à la région Occitanie.
Sur le plan électoral, elle dépend du canton de Mirepoix pour l'élection des conseillers départementaux, depuis le redécoupage cantonal de 2014 entré en vigueur en 2015, et de la deuxième circonscription de l'Ariège  pour les élections législatives, depuis le redécoupage électoral de 1986.

### Liste des maires
| Période      | Période      | Identité                   | Étiquette          | Qualité                        |
| ------------ | ------------ | -------------------------- | ------------------ | ------------------------------ |
| 1920         | 1929         | M. Senié                   |                    |                                |
| mai 1929     | octobre 1947 | Joseph Henri Élie Cassagne | Radical-socialiste | Enseignant                     |
| octobre 1947 | mars 2014    | Roger Senié                | RPR puis UMP       | Conseiller général (1958-1964) |
| mars 2014    | mai 2020     | Grégory Balard             | SE                 |                                |
| mai 2020     | En cours     | Alain Simorre              | SE                 | Fonctionnaire                  |

En février 2013, Roger Senié annonce qu’il ne se représentera pas en 2014. En juillet 2013, il est réélu maire après avoir démissionné pour protester  contre l'intégration de La Bastide-de-Bousignac, vécue comme forcée, à la communauté de communes du Pays de Mirepoix. Élu de 1947 à 2014, il a été le plus ancien maire de France avec celui de Faucon-du-Caire dans les Alpes-de-Haute-Provence, qui comme lui ne s'est pas représenté en mars 2014.

## Démographie
| 1793 | 1800 | 1806 | 1821 | 1831 | 1836 | 1841 | 1846 | 1851 |
| ---- | ---- | ---- | ---- | ---- | ---- | ---- | ---- | ---- |
| 454  | 378  | 457  | 460  | 504  | 505  | 489  | 516  | 507  |

| 1856 | 1861 | 1866 | 1872 | 1876 | 1881 | 1886 | 1891 | 1896 |
| ---- | ---- | ---- | ---- | ---- | ---- | ---- | ---- | ---- |
| 477  | 484  | 458  | 449  | 439  | 443  | 427  | 403  | 390  |

| 1901 | 1906 | 1911 | 1921 | 1926 | 1931 | 1936 | 1946 | 1954 |
| ---- | ---- | ---- | ---- | ---- | ---- | ---- | ---- | ---- |
| 355  | 343  | 323  | 272  | 280  | 290  | 272  | 267  | 284  |

| 1962 | 1968 | 1975 | 1982 | 1990 | 1999 | 2006 | 2008 | 2013 |
| ---- | ---- | ---- | ---- | ---- | ---- | ---- | ---- | ---- |
| 276  | 251  | 248  | 296  | 311  | 327  | 332  | 333  | 338  |

| 2018 | 2022 | - | - | - | - | - | - | - |
| ---- | ---- | - | - | - | - | - | - | - |
| 339  | 336  | - | - | - | - | - | - | - |

## Économie

### Revenus
En 2018, la commune compte 141 ménages fiscaux, regroupant 310 personnes. La médiane du revenu disponible par unité de consommation est de 18 490 € (19 820 € dans le département).

### Emploi
| Division       | 2008  | 2013   | 2018   |
| -------------- | ----- | ------ | ------ |
| Commune        | 7,7 % | 10 %   | 8,5 %  |
| Département    | 8,9 % | 11,1 % | 11,2 % |
| France entière | 8,3 % | 10 %   | 10 %   |

En 2018, la population âgée de 15 à 64 ans s'élève à 223 personnes, parmi lesquelles on compte 77,1 % d'actifs (68,6 % ayant un emploi et 8,5 % de chômeurs) et 22,9 % d'inactifs,. Depuis 2008, le taux de chômage communal (au sens du recensement) des 15-64 ans est inférieur à celui de la France et du département.
La commune fait partie de la couronne de l'aire d'attraction de Pamiers, du fait qu'au moins 15 % des actifs travaillent dans le pôle,. Elle compte 94 emplois en 2018, contre 119 en 2013 et 106 en 2008. Le nombre d'actifs ayant un emploi résidant dans la commune est de 156, soit un indicateur de concentration d'emploi de 60,5 % et un taux d'activité parmi les 15 ans ou plus de 61,6 %.
Sur ces 156 actifs de 15 ans ou plus ayant un emploi, 27 travaillent dans la commune, soit 17 % des habitants. Pour se rendre au travail, 84 % des habitants utilisent un véhicule personnel ou de fonction à quatre roues, 0,6 % les transports en commun, 7 % s'y rendent en deux-roues, à vélo ou à pied et 8,3 % n'ont pas besoin de transport (travail au domicile).

### Activités hors agriculture

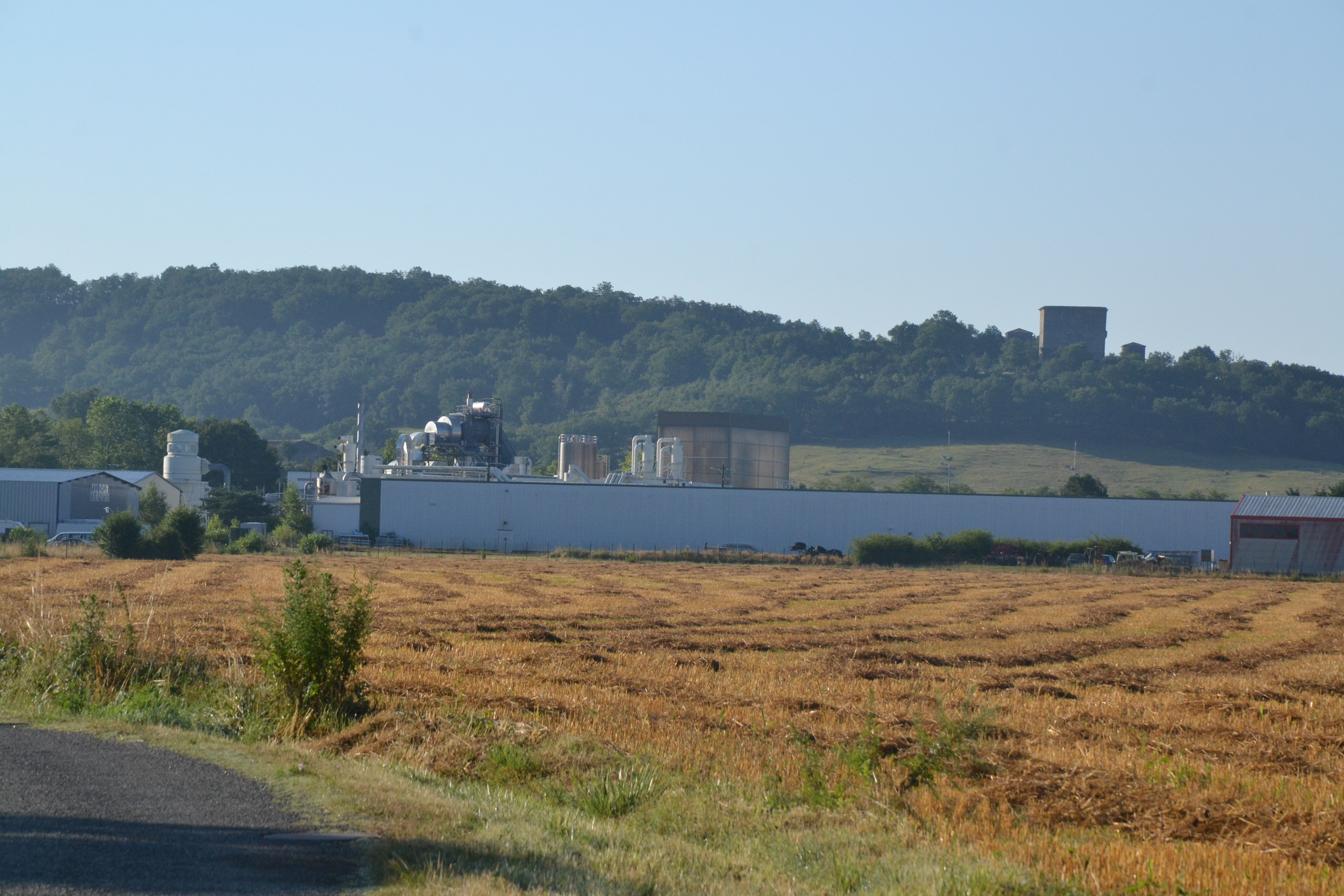
Zone d'activité de Caraud

33 établissements sont implantés  à La Bastide-de-Bousignac au 31 décembre 2019. Le tableau ci-dessous en détaille le nombre par secteur d'activité et compare les ratios avec ceux du département,.
| Secteur d'activité                                                                                        | Commune | Commune | Département |
| Secteur d'activité                                                                                        | Nombre  | %       | %           |
| --- | ------- | ------- | ----------- |
| Ensemble                                                                                                  | 33      |         |             |
| Industrie manufacturière, industries extractives et autres                                                | 5       | 15,2 %  | (12,9 %)    |
| Construction                                                                                              | 5       | 15,2 %  | (14,2 %)    |
| Commerce de gros et de détail, transports, hébergement et restauration                                    | 10      | 30,3 %  | (27,5 %)    |
| Information et communication                                                                              | 2       | 6,1 %   | (1,8 %)     |
| Activités financières et d'assurance                                                                      | 1       | 3 %     | (2,8 %)     |
| Activités immobilières                                                                                    | 4       | 12,1 %  | (4,2 %)     |
| Activités spécialisées, scientifiques et techniques et activités de services administratifs et de soutien | 4       | 12,1 %  | (13,2 %)    |
| Administration publique, enseignement, santé humaine et action sociale                                    | 2       | 6,1 %   | (14,4 %)    |

Le secteur du commerce de gros et de détail, des transports, de l'hébergement et de la restauration est prépondérant sur la commune puisqu'il représente 30,3 % du nombre total d'établissements de la commune (10 sur les 33 entreprises implantées  à La Bastide-de-Bousignac), contre 27,5 % au niveau départemental.
La zone d'activités de Caraud, aménagée sur d'une quinzaine d'hectares et dotée de la fibre optique, se trouve sur la commune. S'y trouve notamment une usine Actis produisant de l'isolant alvéolaire en liaison avec les usines du groupe de Limoux et Chalabre.
Aucune exploitation agricole ayant son siège dans la commune n'est recensée lors du recensement agricole de 2010 (douzeen 1988)

## Culture locale et patrimoine

### Lieux et monuments
- L'église Saint-André à clocher mur. Elle est inscrite partiellement à l'inventaire des monuments historiques en 1964[52].
- Le village abandonné et en ruines du Quié, sur les hauteurs.

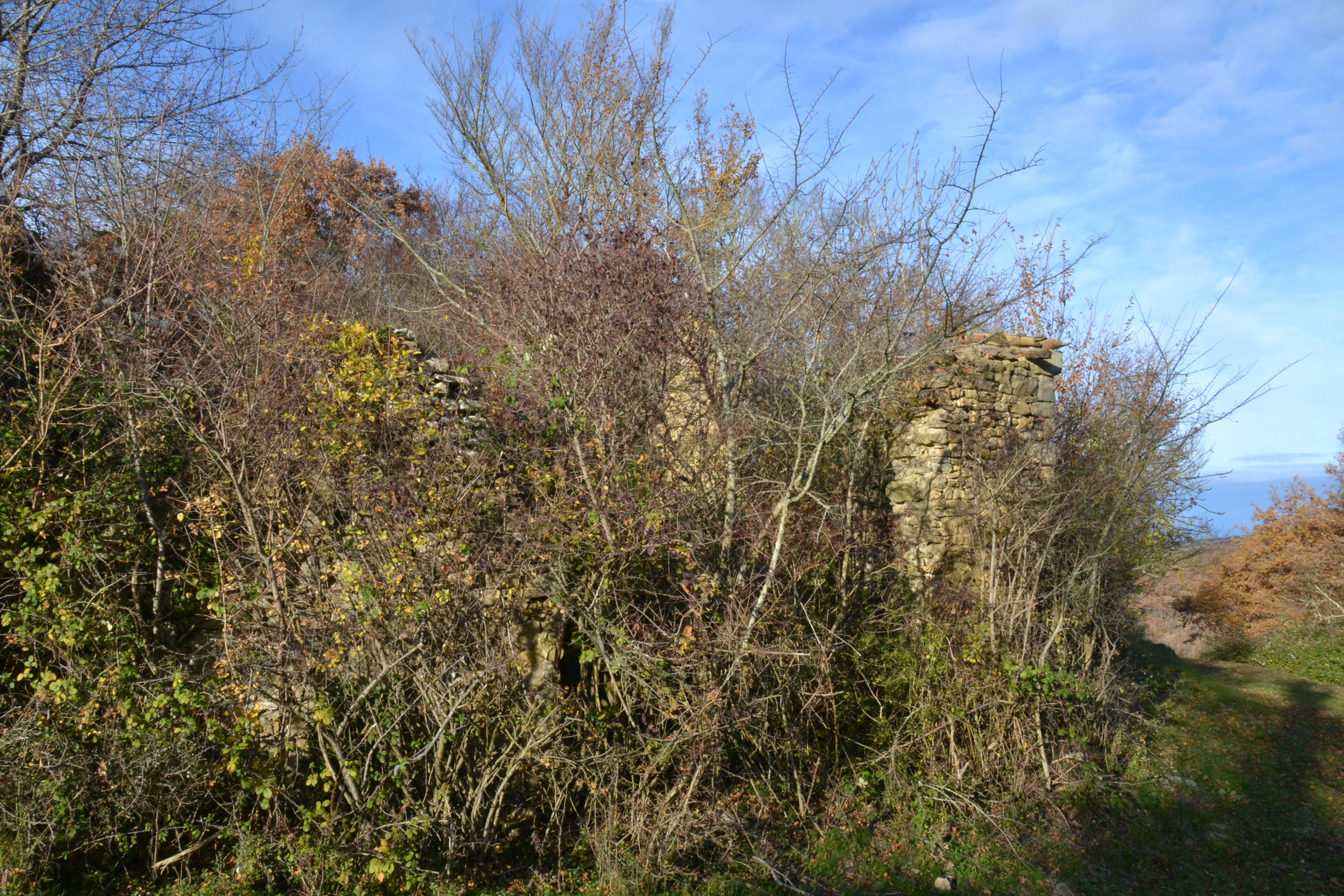
Les ruines du Quié.
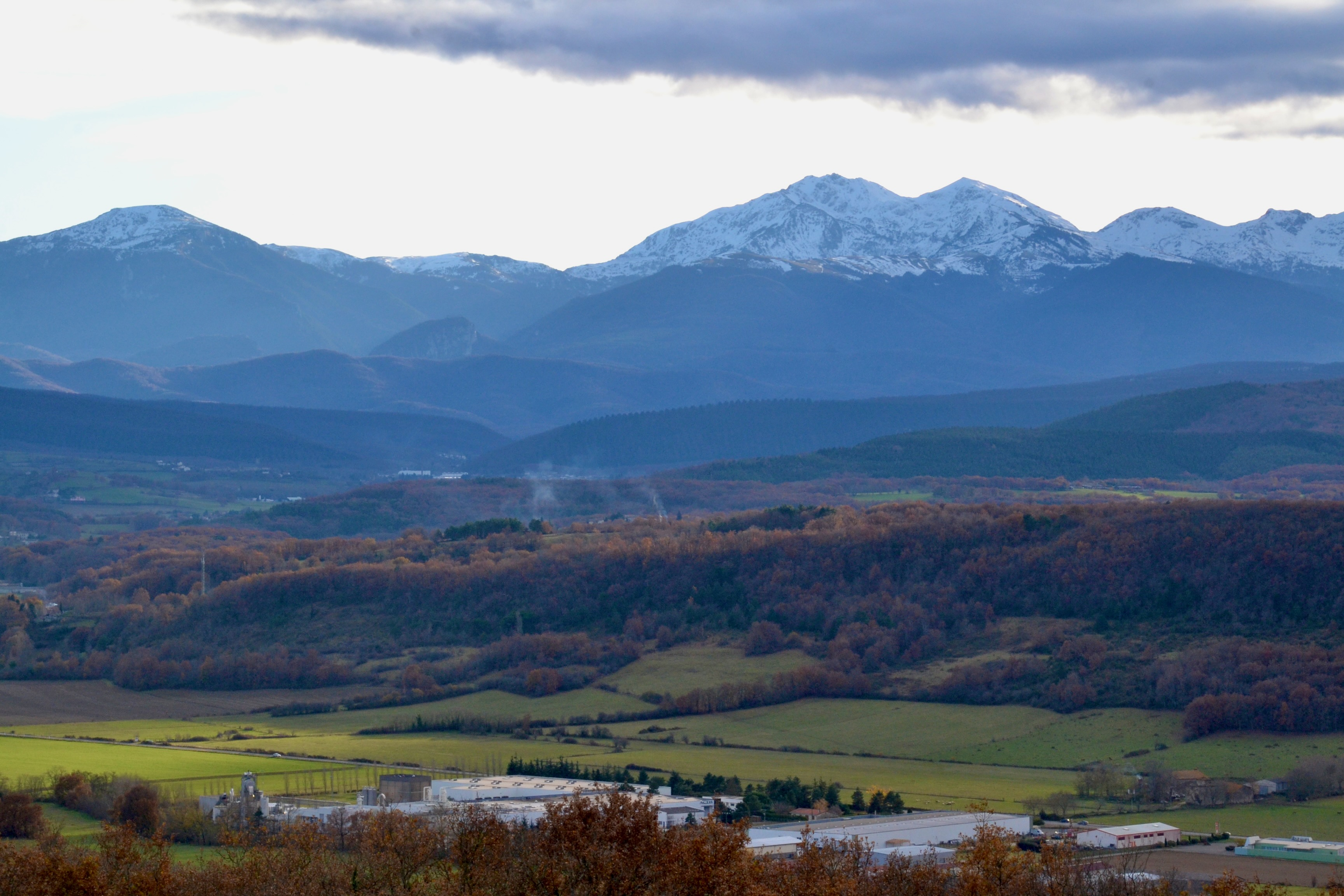
Le massif de Tabe vu depuis le Quié.
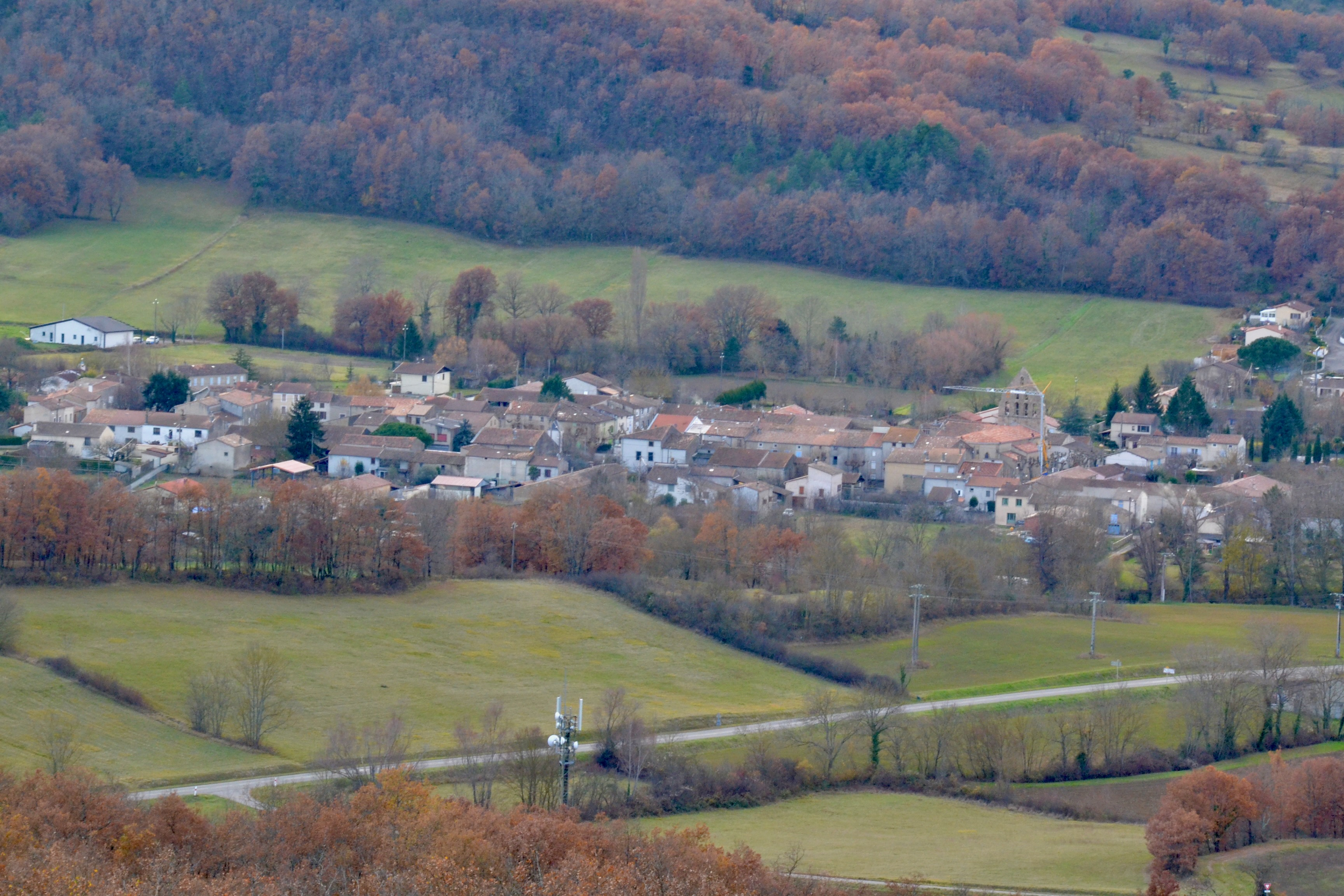
Le bourg vu depuis le Quié.

### Personnalités liées à la commune
- Pierre Espert de Sibra (1771-1835), général des armées de la République et de l'Empire, mort au hameau de Balach.
- Roger Sénié (1920-2021), maire de la commune de 1947 à 2014.

### Héraldique
| Blason de La Bastide-de-Bousignac | Blason  | D'azur à deux haches d'argent passées en sautoir. |
| Blason de La Bastide-de-Bousignac | Détails | Le statut officiel du blason reste à déterminer.  |

## Pour approfondir